# Crispin de Passe l'Ancien
Crispin de Passe l'Ancien, ou Crispin de Passe I, ou encore Crispijn van de Passe I, né à Arnemuiden en 1564 et inhumé à Utrecht le 6 mars 1637, est un dessinateur, graveur, illustrateur, imprimeur et éditeur néerlandais.

## Biographie
Crispin de Passe commence sa carrière à Anvers, où il apparaît comme maître de la guilde en 1584-1585. Une de ses premières œuvres est le portrait gravé du philosophe Juste Lipse (Justus Lipsius) (1547-1606) qui date de 1587. Dès 1588 il réalise une série de 46 illustrations de la bible d'après des dessins de Martin de Vos (1532-1603). Ce travail lui est publié par le célèbre éditeur Christophe Plantin. Entre 1588 et jusqu'à la fin des années 1590, de Passe vit et travaille à Cologne où naissent ses enfants. Il a pour élève Peter Isselburg, qui deviendra par la suite un graveur populaire en Allemagne.
Il va fonder une dynastie de graveurs et d'éditeurs flamands qui travailleront principalement en Europe du Nord. Il forme lui-même ses enfants, Simon (né en 1595 à Cologne, mort en 1647 à Amsterdam), Magdalena Van de Passe, Crispin le Jeune (né à Cologne en 1597, mort à Amsterdam en 1670)  et Willem (Guillaume) né en 1598 à Cologne et mort en 1636 à Londres. Pour cette raison, il est parfois difficile de distinguer les œuvres des différents membres de la famille. Ils travaillent tous comme dessinateurs et graveurs, ce qui leur permet de publier leurs propres œuvres gravées ainsi que les œuvres dessinées par d'autres artistes.

## Œuvre des de Passe
Le catalogue de L'œuvre gravé des van de Passe a été publié par Daniel Franken en 1881..

### Illustrations
- xii sibyllarum icones elegantissimi, à Crispiano Passaeo Zelando delineati, ac tabulis aeneis in lucem editi. [s.l.] 1601
- Crispianum Passaeum, Metamorphoseon, Ovidianarum typi aliquot artificiosissimè delineati, ac... editi per Crispianum Passaeum, [s.l.], 1602.[5]
- Crispiani Passaei, Academia, sive Speculum vitae scolasticae [...], Arnhem : éd. Johannes Janssonius, 1612.[6]
- Crisp. Passaei, Liber Genesis continens originem seu creationem mundi, Prostant Arnhemi apud Joan. Janssonium bibliopolam, 1612.[7]
- Crispianum Passaeum, Speculum Heroicum Homeri, Arnhem : [s.n.], 1613.[8]
- Crisp. Passei junioris[9], Hortus Floridus : in quo rariorum & minus vulgarium Florum icones ad vivam veramque formam, éd. Johannes Janssonius, 1614. [10]
- J. Hilaire de La Rivière, Speculum heroïcum principis omnium temporum poëtarum Homeri [...], Arnhem : éd. Jan Jansz, [s.d.].[11]
- Antoine Pluvinel, Le maneige royal, Paris : aux dépens de C. de Pas, 1623.[12]
- Crispin de Passe le Jeune, Les vrais pourtraits de quelques unes des plus grandes dames de la Chestiente, designees en bergeres, 1640. [13]

## Galerie

Estampes de Crispin de Passe l'Ancien
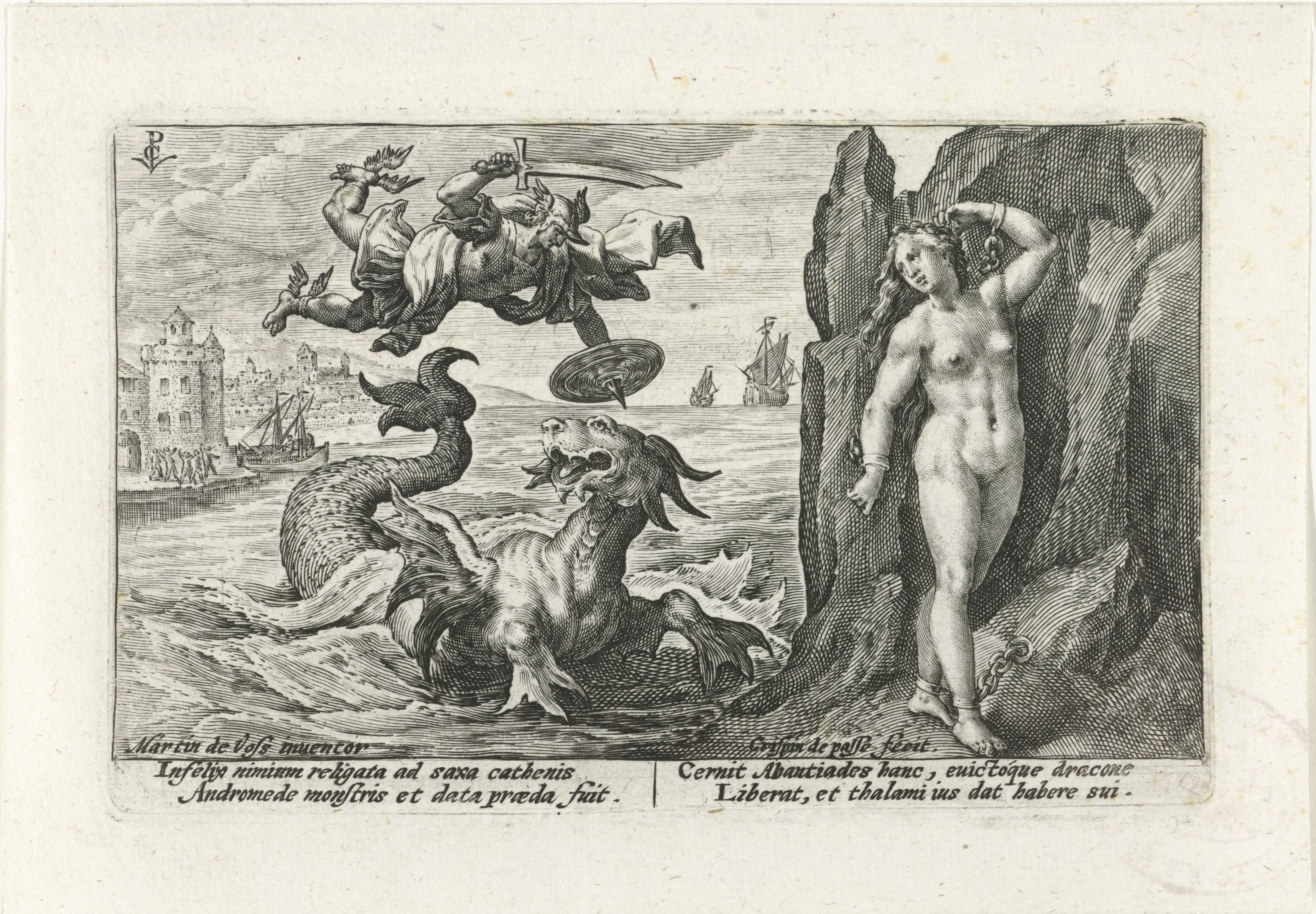
Crispin de Passe l'Ancien d'après Maarten de Vos, Persée et Andromède, estampe tirée des Métamorphoses d'Ovide éditées en 1607. Rijksmuseum.
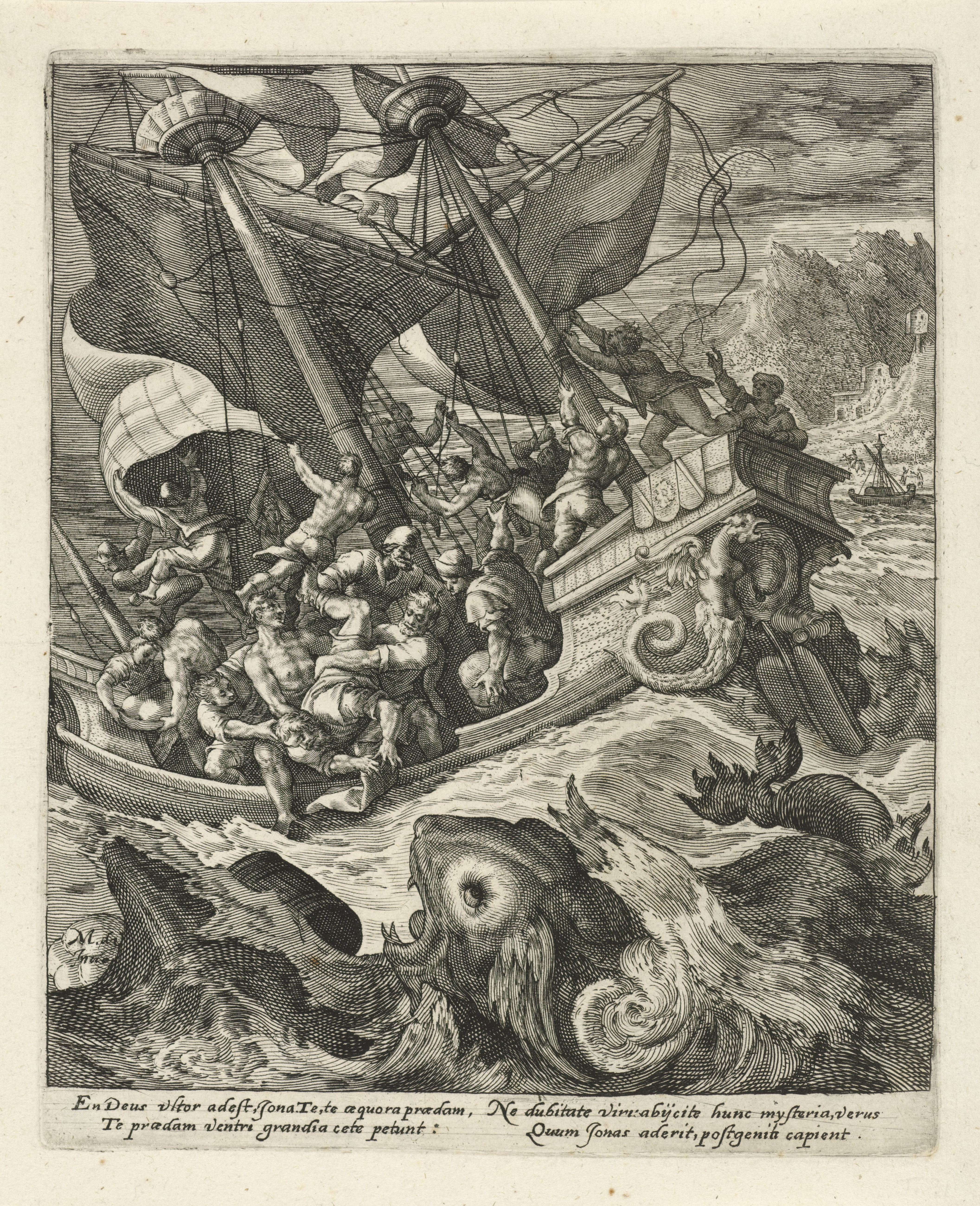
Crispin de Passe l'Ancien d'après Maarten de Vos, Jonas jeté par-dessus bord, Rijksmuseum.
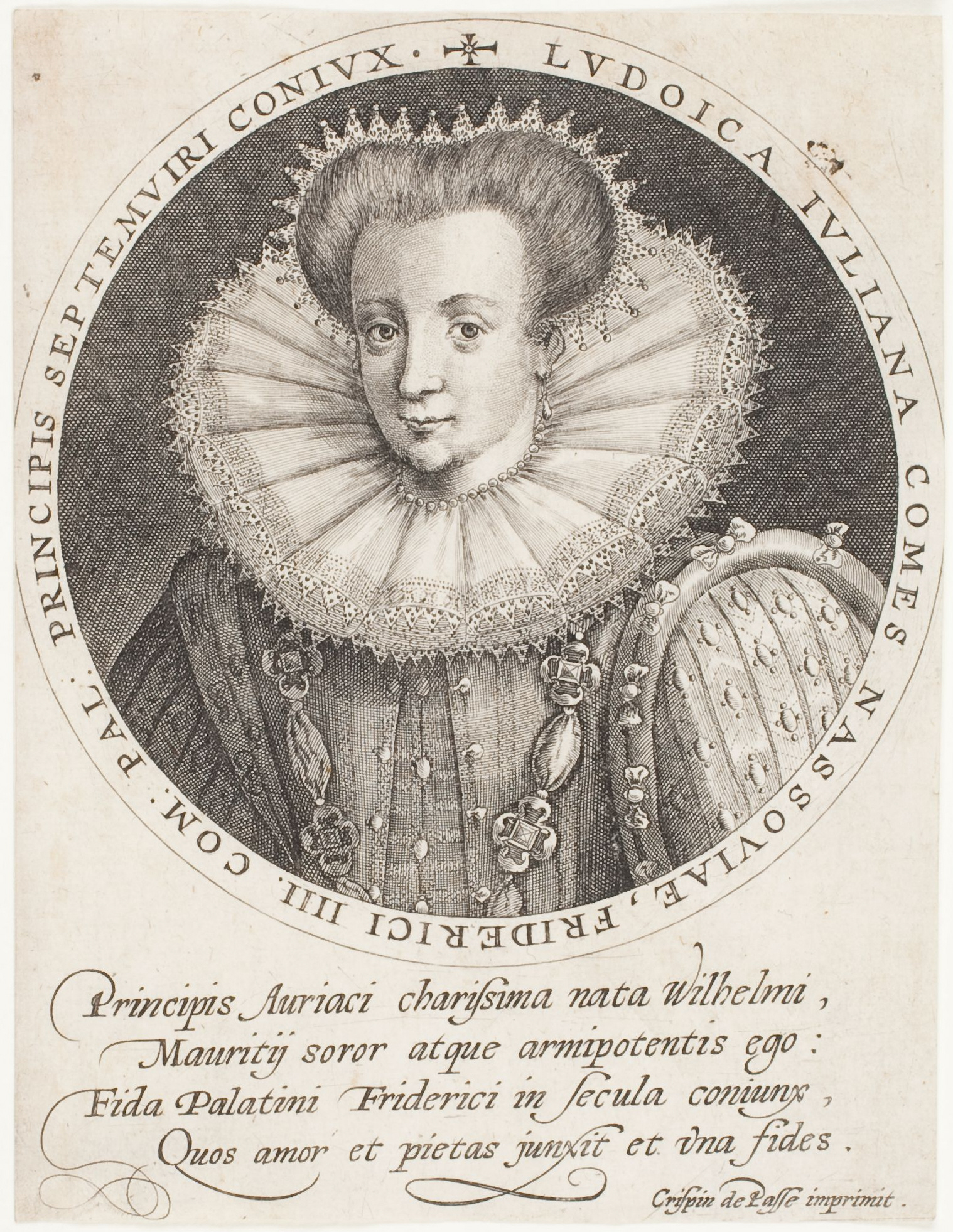
Crispin de Passe l'Ancien, Portrait de Louise Juliane, épouse de Friedrich IV du Palatinat et fille de Guillaume d'Orange, Herzog August Bibliothek Wolfenbüttel.
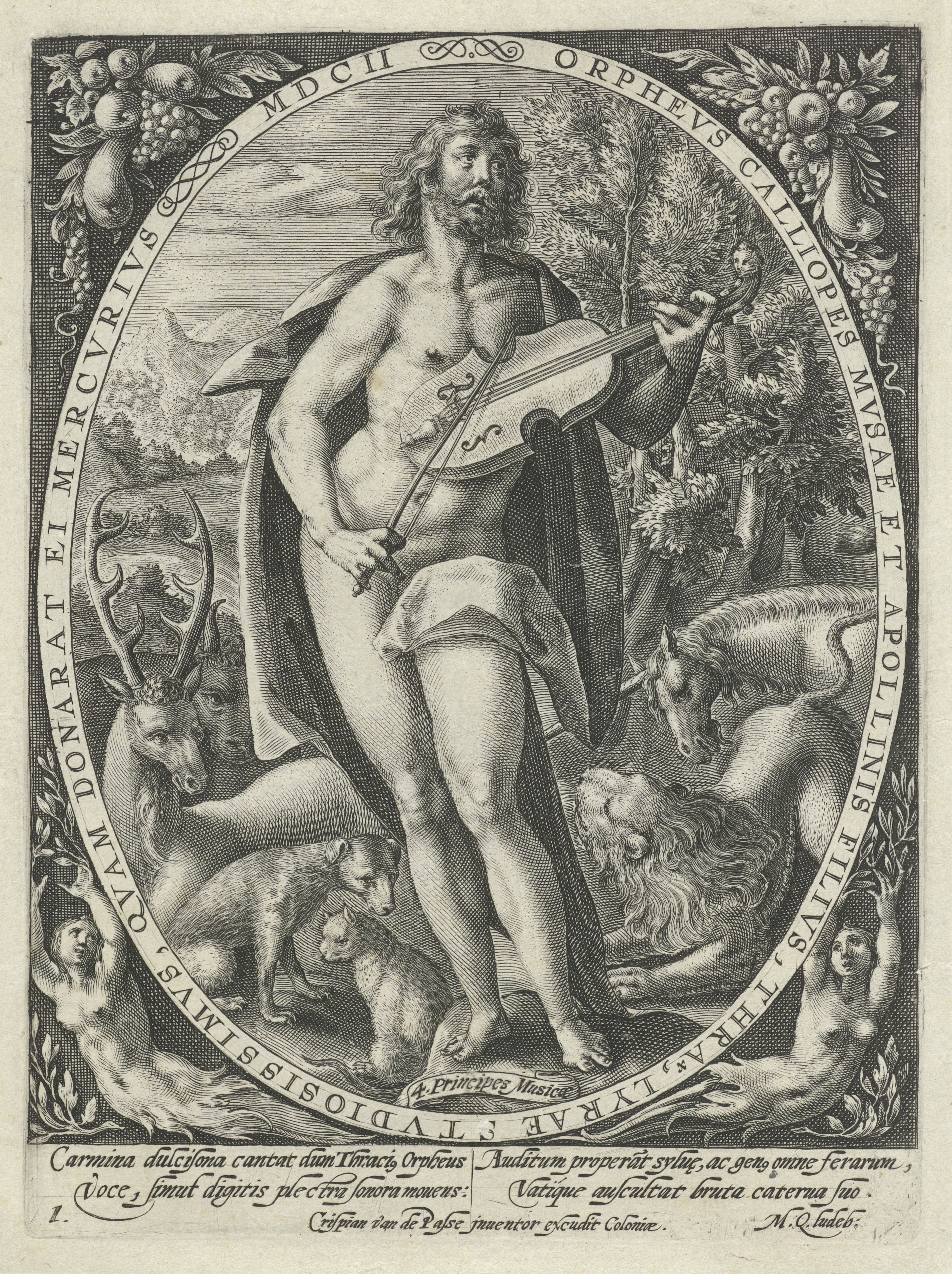
Crispin de Passe l'Ancien, Orpheus, estampe tirée d'une série de 4. Rijksmuseum.

Estampes de Crispin de Passe le Jeune et de Simon de Passe
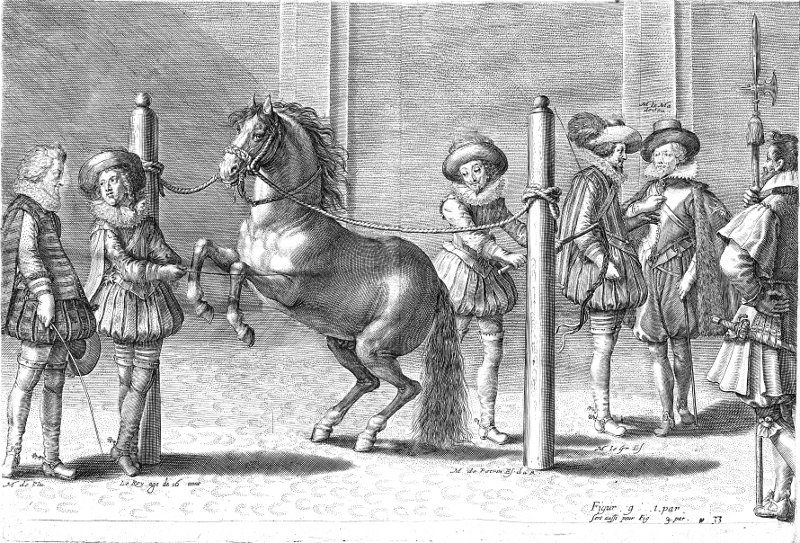
Crispin de Passe le Jeune, Courbette dans les piliers, estampe tirée de L'instruction du roy [...], 1625.
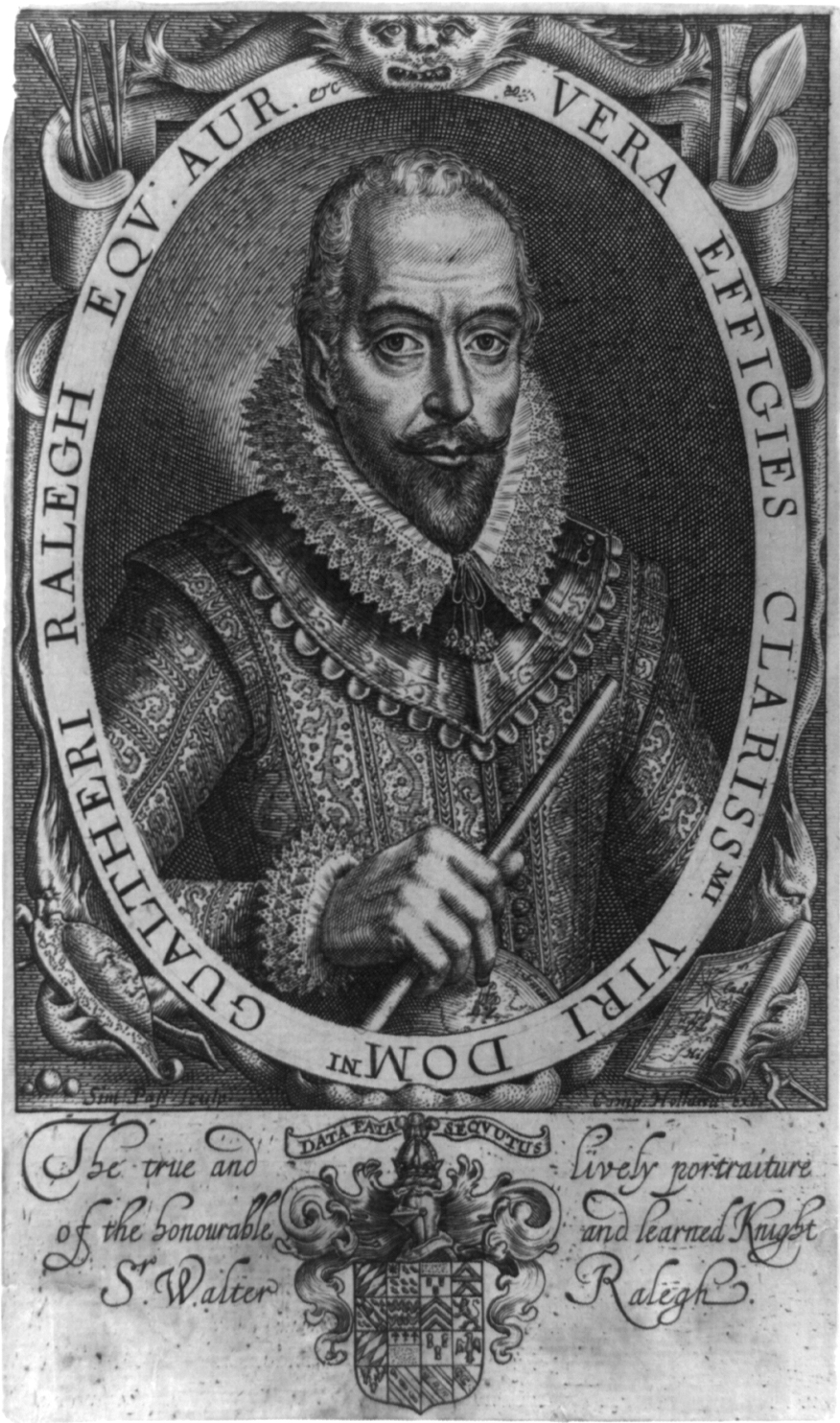
Simon de Passe, Portrait de Sir Walter Raleigh, estampe tirée de son Histoire du monde.